# Croce del Sud
La Croce del Sud (in latino Crux, così chiamata in contrasto con la Croce del Nord, la costellazione del Cigno), è la più piccola delle 88 costellazioni moderne, ma anche una delle più famose e appariscenti. È circondata da tre lati dal Centauro, mentre a sud si trova la piccola costellazione della Mosca.
Per la sua luminosità e della sua forma inconfondibile, è spesso raffigurata nelle bandiere delle nazioni situate nell'emisfero australe, come l'Australia, il Brasile e la Nuova Zelanda, le quali hanno raffigurato la costellazione come simbolo della loro posizione geografica meridionale.

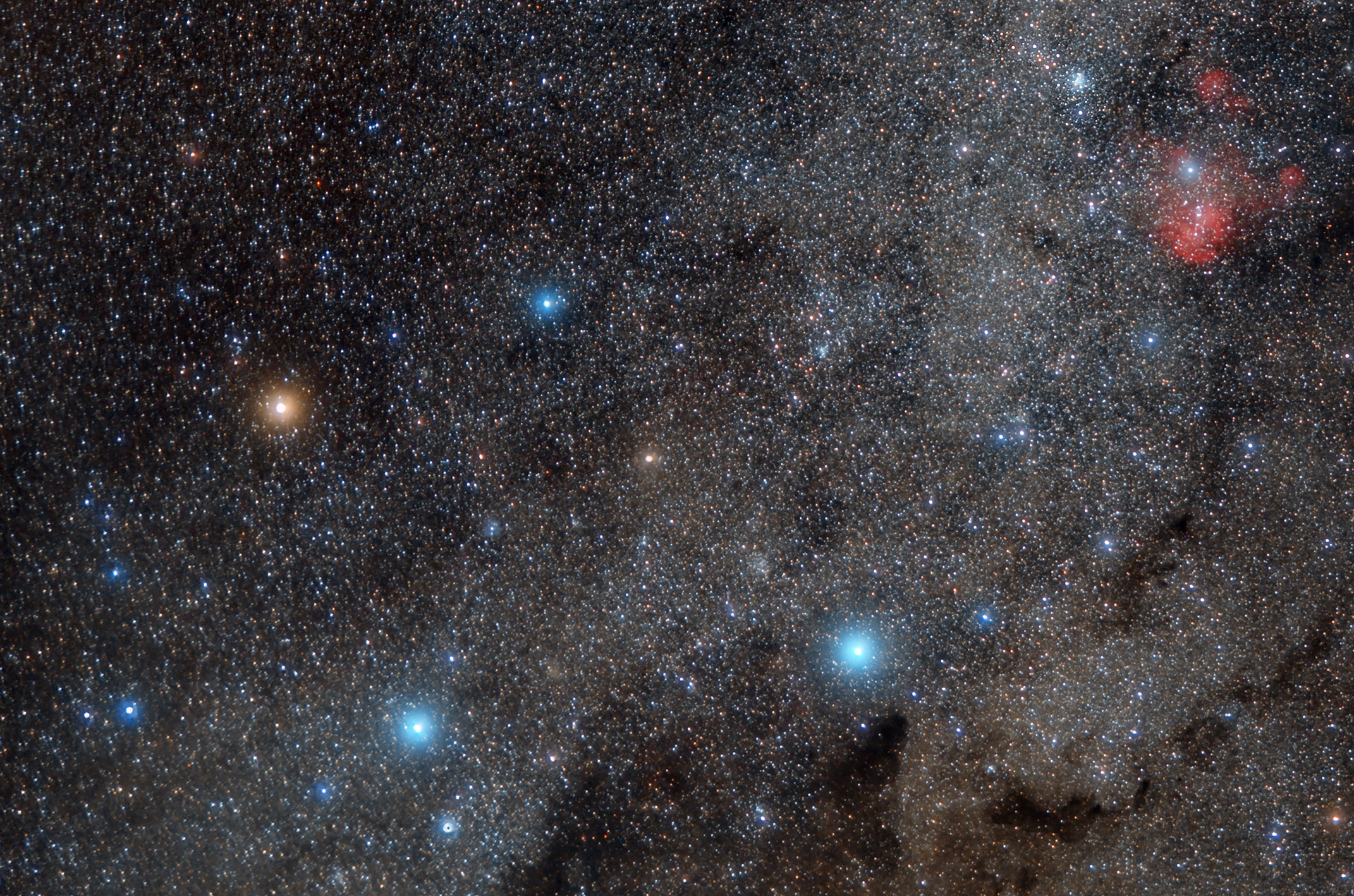
Immagine della "Croce del Sud" dai cieli della Nuova Zelanda

## Osservazione

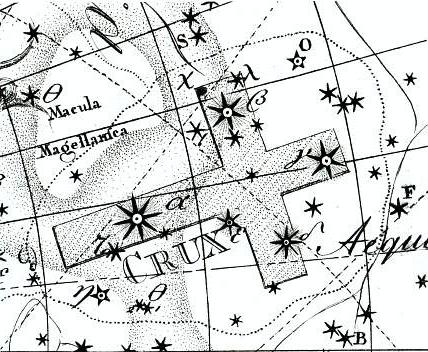
La Croce del Sud si trova sotto le zampe anteriori del Centauro. Contiene una nuvola scura di polvere nota agli astronomi moderni come il Sacco di Carbone, ma chiamata Macula Magellanica (Macchia di Magellano) in quest'illustrazione da Uranographia di Johann Bode.

La costellazione della Croce del Sud è una delle più brillanti e caratteristiche del cielo australe: la disposizione delle sue stelle ricorda perfettamente quella di una croce ed è riconoscibile con estrema facilità; la sua stella principale, Acrux, è inoltre la tredicesima stella più brillante del cielo. La costellazione si osserva per intero a sud del 27º parallelo nord, mentre dall'emisfero sud è circumpolare nelle sue regioni temperate: in queste zone si può affermare che la Croce del Sud fa da controparte australe all'asterismo del Grande Carro, in quanto è visibile in tutte le notti dell'anno e consente di individuare il polo sud celeste.
Il Polo Sud celeste dato che manca di una stella brillante che lo marchi, come fa la Polaris con il Polo Nord (Sigma Octantis è la più vicina, ma è così debole da essere inutile), due delle stelle della Croce del Sud (α e γ, Acrux e Gacrux rispettivamente) sono normalmente usate per trovarlo: infatti il metodo più semplice per rintracciare il polo sud celeste consiste, una volta nota la Croce del Sud, nel tracciare una linea che parta dalla stella più settentrionale della Croce (Gacrux), scenda alla più meridionale (Acrux), secondo l'asse maggiore, e prolungandola nella stessa direzione e verso per circa cinque volte.
Alternativamente, si può costruire una linea tra α Centauri e Achernar (α Eridani), una stella situata alla medesima declinazione, ma opposta rispetto al Polo Sud Celeste: il punto dove questa linea interseca la linea precedente corrisponde col Polo Sud Celeste.
La costellazione giace sulla Via Lattea australe, in un tratto molto brillante, sulla quale si sovrappone, a sud-est, una nebulosa oscura nota come Sacco di Carbone; le sue stelle più brillanti (ad eccezione di γ Crucis) fanno parte di un'associazione stellare nota come Associazione Scorpius-Centaurus.
Il periodo più propizio per la sua osservazione nel cielo serale ricade nei mesi compresi fra febbraio e luglio; nell'emisfero australe la sua presenza sempre più alta nel cielo poco dopo il tramonto indica che la stagione estiva volge al termine, mentre nelle sere dell'autunno la costellazione raggiunge il suo punto più alto sopra l'orizzonte.

### Stelle principali

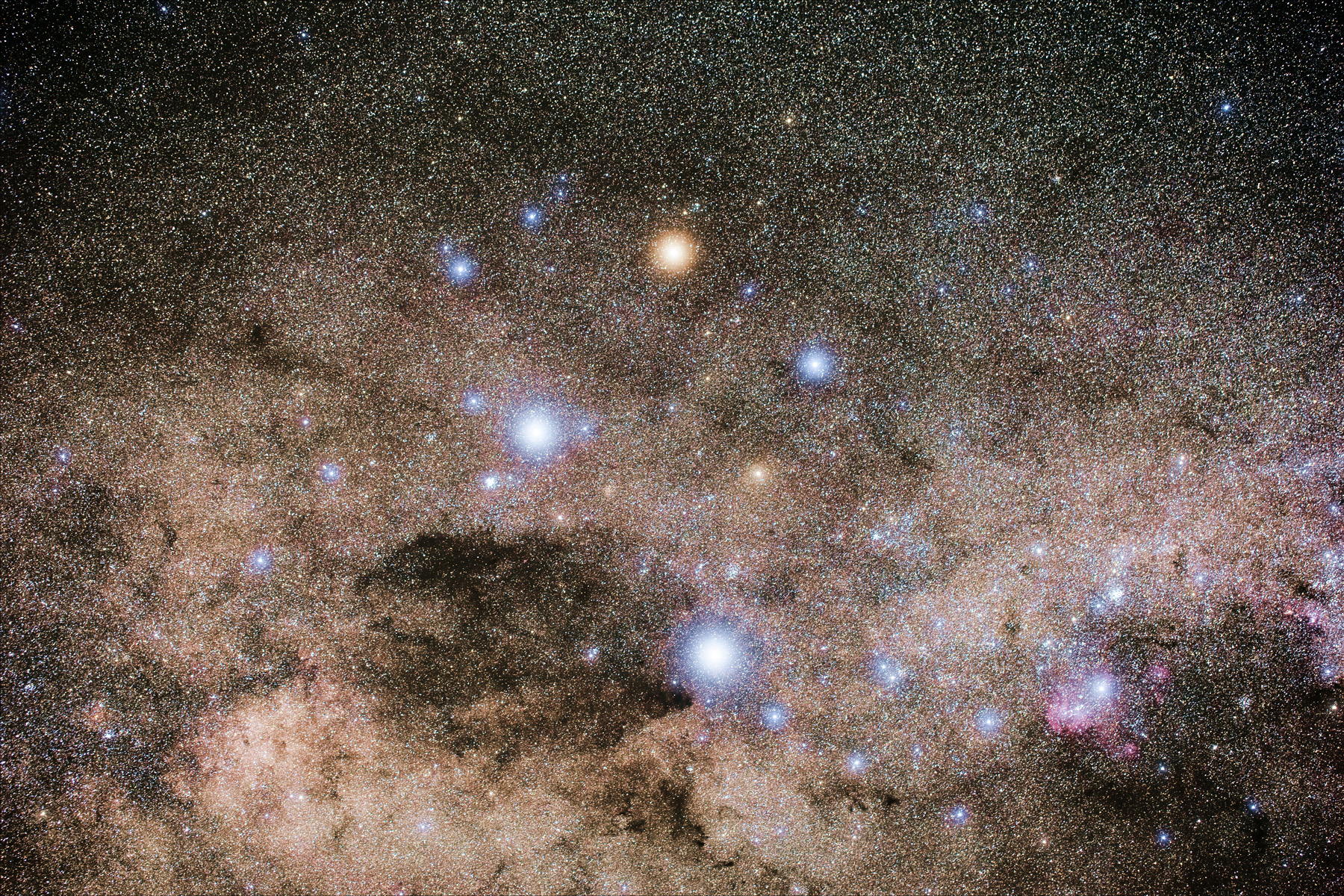
Immagine a lunga esposizione della Croce del Sud.

- Acrux (α Crucis) è la stella più brillante; si tratta di una stella azzurra di magnitudine integrata pari a 0,81; in realtà è una stella tripla composta da due astri di magnitudine 1,4 e 2,09, il primo dei quali è a sua volta una binaria spettroscopica. Si tratta inoltre della stella brillante più meridionale di tutte, avendo declinazione -63°. Il sistema dista da noi 322 anni luce.
- Mimosa (β Crucis) è una stella azzurra di magnitudine 1,25, la ventesima stella più luminosa del cielo; si tratta di una variabile pulsante con oscillazioni minime. La sua distanza è stimata sui 352 anni luce.
- Gacrux (γ Crucis) è una stella dal colore rosso vivo, che contrasta fortemente col colore azzurro delle altre stelle brillanti della costellazione; di magnitudine 1,59, costituisce il vertice più settentrionale della croce. A differenza delle altre stelle brillanti vicine, questa stella non appartiene all'Associazione Scorpius-Centaurus, ma vi si trova in primo piano: la sua distanza è infatti stimata sugli 88 anni luce da noi, e possiede anche un moto proprio relativamente elevato, in direzione WNW.
- δ Crucis è la stella meno brillante del quartetto disposto a croce; è una stella azzurra di magnitudine 2,79, distante 364 anni luce.
- ε Crucis è una stella di colore arancione, di magnitudine 3,59; conferisce alla costellazione un aspetto caratteristico, sulla linea di congiunzione fra Acrux e δ Crucis. La sua distanza è stimata sui 228 anni luce.

Tra le altre stelle, è da notare HD 108147, una stella di settima magnitudine nota per avere un sistema planetario.

### Stelle doppie
Nonostante le ridotte dimensioni, nella Croce del Sud si osservano numerose stelle doppie, sia fisiche che prospettiche.
- Acrux è la più famosa: un semplice binocolo è in grado di risolvere, poco a sud della stella brillante, una stellina azzurra di magnitudine 4,8; la sua osservazione è resa un po' difficoltosa dalla luminosità della primaria. La componente principale è a sua volta una doppia molto stretta, con componenti di magnitudine 1,4 e 2,1 separate da appena 4".
- Gacrux è un'altra coppia molto facile, grazie alla grande separazione, quasi 2 primi d'arco, che intercorre fra la primaria, di seconda grandezza, e la secondaria, di sesta e visibile con un binocolo; si tratta di una doppia prospettica.
- μ1 e μ2 Crucis costituiscono un'altra coppia non legata fisicamente; le due stelle sono risolvibili anche con un binocolo di medio-alta potenza, o con un piccolo telescopio.

| Principali stelle doppie |                                          |                                          |             |             |                                 |           |
| Nome                     | Coordinate equatoriali all'epoca J2000.0 | Coordinate equatoriali all'epoca J2000.0 | Magnitudine | Magnitudine | Separazione (in secondi d'arco) | Colore    |
| Nome                     | AR                                       | Dec                                      | A           | B           | Separazione (in secondi d'arco) | Colore    |
| Acrux (α Cru)            | 12h 26m 36s                              | -63° 05′ 57″                             | 1,40        | 2,09        | 4,4                             | azz + azz |
| Acrux AB - HD 108250     | 12h 26m 36s                              | -63° 05′ 57″                             | 0,77        | 4,80        | 90                              | azz + azz |
| Gacrux (γ Cru)           | 12h 31m 10s                              | -47° 46′ 05″                             | 1,59        | 6,39        | 110,6                           | r + b     |
| ι Crucis                 | 12h 45m 38s                              | -60° 58′ 52″                             | 4,69        | 10,34       | 26,9                            | ar + b    |
| HD 110956                | 12h 46m 23s                              | -56° 29′ 20″                             | 4,62        | 8,93        | 69                              | azz + azz |
| μ1-μ2 Crucis             | 12h 54m 36s                              | -57° 10′ 30″                             | 4,03        | 5,08        | 34,9                            | azz + azz |

### Stelle variabili
Fra le stelle variabili, sono note un gran numero di Cefeidi, tutte osservabili con un piccolo binocolo.
Fra queste la più luminosa è la BG Crucis, le cui oscillazioni avvengono entro la quinta magnitudine, anche se sono piuttosto ridotte e dunque non facilmente percepibili. Una Cefeide con ampie escursioni è la R Crucis, che in quasi sei giorni oscilla fra la sesta e la settima grandezza e le sue variazioni sono osservabili nel corso dei giorni con un binocolo prendendo come riferimento delle stelle vicine; lo stesso discorso si applica alla AG Crucis, dove però le escursioni avvengono più rapidamente e sono comprese fra la settima e l'ottava grandezza.
La μ2 Crucis, la componente minore della coppia di μ Crucis, è una variabile Gamma Cassiopeiae che oscilla di pochi decimi di magnitudine, che sono però percepibili in quanto nella fase di massima luminosità la sua magnitudine tende ad essere più simile alla compagna μ1 Crucis.
| Principali stelle variabili |                                          |                                          |             |             |                  |                                |
| Nome                        | Coordinate equatoriali all'epoca J2000.0 | Coordinate equatoriali all'epoca J2000.0 | Magnitudine | Magnitudine | Periodo (giorni) | Tipo                           |
| Nome                        | AR                                       | Dec                                      | Max.        | Min.        | Periodo (giorni) | Tipo                           |
| R Crucis                    | 12h 23m 38s                              | -61° 37′ 45″                             | 6,4         | 7,23        | 5,8258           | Cefeide                        |
| S Crucis                    | 12h 54m 22s                              | -58° 25′ 50″                             | 6,22        | 6,92        | 4,6810           | Cefeide                        |
| T Crucis                    | 12h 21m 21s                              | -62° 16′ 54″                             | 6,32        | 6,83        | 6,7333           | Cefeide                        |
| AG Crucis                   | 12h 41m 26s                              | -59° 47′ 39″                             | 7,73        | 8,58        | 3,83373          | Cefeide                        |
| BG Crucis                   | 12h 31m 40s                              | -59° 25′ 26″                             | 5,34        | 5,58        | 3,3428           | Cefeide                        |
| BH Crucis                   | 12h 16m 17s                              | -56° 17′ 10″                             | 7,2         | 10,0        | 421:             | Mireide                        |
| BO Crucis                   | 12h 36m 39s                              | -61° 40′ 48″                             | 7,7         | 12,0        | -                | Mireide                        |
| BY Crucis                   | 12h 04m 49s                              | -62° 00′ 08″                             | 7,62        | 8,01        | -                | Eclisse                        |
| μ2 Crucis                   | 12h 54m 37s                              | -57° 10′ 07″                             | 4,99        | 5,18        | -                | Irregolare (Stella Be - γ Cas) |

## Oggetti del profondo cielo

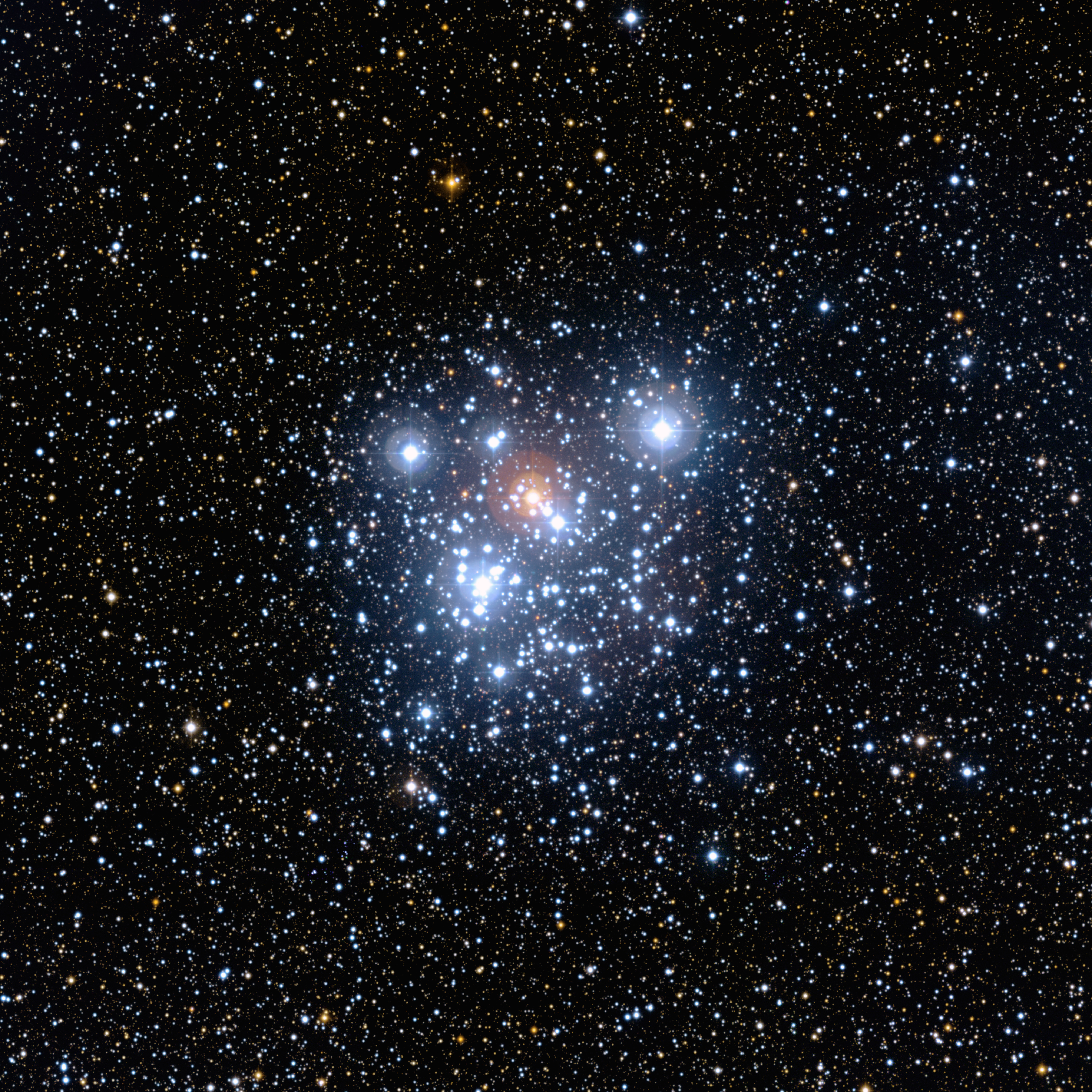
Lo Scrigno di Gioie, un celebre ammasso aperto.

La costellazione, come detto, giace sulla Via Lattea; questo fa sì che entro i suoi confini siano ben visibili diversi oggetti del profondo cielo interni alla nostra Galassia.
La Nebulosa Sacco di Carbone è certamente l'oggetto più notevole; si tratta della più prominente nebulosa oscura del cielo, ben visibile ad occhio nudo come una toppa scura in questo tratta di Via Lattea, poco ad est della stella Acrux. Sotto un cielo buio e limpido è perfettamente riconoscibile la sua forma rozzamente triangolare.
Un altro oggetto notevole è l'ammasso aperto NGC 4755, conosciuto anche come Scrigno di Gioie o Ammasso di Kappa Crucis; fu scoperto da Nicolas Louis de Lacaille nel 1751 ed è l'oggetto non stellare più luminoso della costellazione, ben risolvibile in alcune decine di stelle anche con un binocolo 10x50. Si trova a una distanza di circa 7.500 anni luce e consiste di circa 100 stelle azzurre sparse su un'area larga 20 anni luce, sulle quali domina una stella rossa che contrasta con le altre e che conferisce appunto all'ammasso l'idea di una manciata di gemme dai colori contrastanti. Un altro ammasso aperto facilmente rintracciabile è NGC 4609, visibile ad est di Acrux, sul bordo occidentale del Sacco di Carbone e per questo notevolmente oscurato dai suoi gas; è facilmente risolvibile anche con piccoli strumenti in due piccole concatenazioni di stelle disposte in senso nord-sud.
| Principali oggetti non stellari |                                          |                                          |                 |             |                                        |                           |
| Nome                            | Coordinate equatoriali all'epoca J2000.0 | Coordinate equatoriali all'epoca J2000.0 | Tipo            | Magnitudine | Dimensioni apparenti (in primi d'arco) | Nome proprio              |
| Nome                            | AR                                       | Dec                                      | Tipo            | Magnitudine | Dimensioni apparenti (in primi d'arco) | Nome proprio              |
| NGC 4103                        | 12h 06m 40s                              | -61° 15′ 00″                             | Ammasso aperto  | 7,4         | 6                                      |                           |
| NGC 4349                        | 15h 24m 06s                              | -61° 52′ 13″                             | Ammasso aperto  | 7,4         | 15                                     |                           |
| NGC 4609                        | 12h 42m 20s                              | -62° 59′ 38″                             | Ammasso aperto  | 6,9         | 5                                      |                           |
| NGC 4755                        | 12h 53m 37s                              | -60° 21′ 22″                             | Ammasso aperto  | 4,2         | 10                                     | Scrigno di Gioie          |
| C 99 o Sacco di Carbone         | 12h 50m :                                | -63° :                                   | Nebulosa oscura | -           | 420 x 240                              | Nebulosa Sacco di Carbone |

## Sistemi planetari
HD 108147 è una stella di sequenza principale con una massa leggermente superiore a quella del Sole; possiede un sistema planetario composto da un solo pianeta confermato, che possiede una massa minima inferiore alla metà di quella di Giove e si trova su un'orbita molto stretta, a 0,1 UA dalla sua stella madre. Si tratterebbe dunque di un pianeta gioviano caldo.
| Sistemi planetari |                                          |                                          |             |                    |                              |
| Nome del sistema  | Coordinate equatoriali all'epoca J2000.0 | Coordinate equatoriali all'epoca J2000.0 | Magnitudine | Tipo di stella     | Numero di pianeti confermati |
| Nome del sistema  | AR                                       | Dec                                      | Magnitudine | Tipo di stella     | Numero di pianeti confermati |
| HD 108147         | 12h 25m 46s                              | -64° 01′ 20″                             | 6,99        | Nana bianco-gialla | 1 (b)                        |
| HD 106906         | 12h 73m 53.2s                            | -55° 58′ 31.9″                           | 7,8         | Nana bianco-gialla | 1 (b)                        |

## Storia

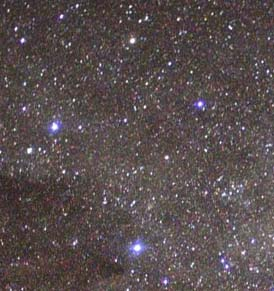
La costellazione della Croce del Sud

È questa la più piccola di tutte le ottantotto costellazioni. Le stelle che la formano erano note ai Greci antichi e ai Romani, poiché a causa del fenomeno della precessione degli equinozi erano visibili anche dalla Grecia e dall'Italia. All'epoca tuttavia non erano considerate una costellazione a sé stante, ma erano ritenute parte delle zampe posteriori del Centauro. Sembra che la croce sia stata descritta per la prima volta nel 1516 dal navigatore italiano Andrea Corsali, che la definì «così leggiadra e bella che nessun altro segno celeste vi può essere paragonato».
La Croce era usata dai naviganti come indicatrice del polo sud celeste, e fu adottata dagli astronomi come costellazione a sé alla fine del XVI secolo. Nella sua forma moderna la Croce del Sud sembra sia apparsa nei mappamondi celesti dei cartografi olandesi Petrus Plancius e Jodocus Hondius rispettivamente nel 1598 e nel 1600; prima di allora Plancius aveva rappresentato una croce del sud stilizzata in una parte del cielo completamente diversa, a sud di Eridano, dove ora sorge l'Idra Maschio. La Croce del Sud è stata raffigurata nell'Uranometria di Bayer nel 1603 (nella stessa tavola del Centauro), ma la prima carta stellare che l'ha mostrata come costellazione a sé stante separata dal Centauro è stata quella pubblicata da Jakob Bartsch nel 1624.
La stella più brillante della costellazione è qualche volta chiamata Acrux, un nome che i navigatori attribuiscono alla sua designazione scientifica Alfa della Croce. Vista attraverso telescopi piccoli è divisibile in due punti brillanti bluastri. La seconda invece riporta un nome proprio, Mimosa.

## Cultura
La croce del sud è rappresentata su numerose bandiere dell'emisfero australe:

Australia
Nuova Zelanda
Mercosur
Isole Samoa indipendenti
Brasile
Stato federato di Victoria
Papua Nuova Guinea

### Musica
La Croce del Sud è citata in diversi brani musicali: Moby Dick, portato al successo dal Banco del Mutuo Soccorso nel 1983; Argentina, pubblicata da Francesco Guccini nel 1983; Oltre il Nord, presente nell'album Respirando la notte luna di Umberto Balsamo del 1990; Le Pleiadi di Vinicio Capossela, presente nell'album Marinai, profeti e balene del 2011; The sign of the southern cross dei Black Sabbath, contenuto nell'album Mob Rules pubblicato nel 1981; Southern Cross dei Crosby, Stills and Nash, contenuto nell’album Daylight Again pubblicato nel 1982.